# John Austin
John Austin (3. března 1790, Creeting Mill – 1. prosinec 1859, Weybridge) byl anglický právník a filozof práva. Jeho hlavním dílem byla práce Působnost právní vědy (The Province of Jurisprudence Determined) z roku 1832, která měla vliv na další vývoj v oblasti teorie práva. Soustředil se v ní na problém rozdílu mezi zákonností a morálkou. Dále Přednášky o právní vědě (Lectures on Jurisprudence) vydané posmrtně.
Byl synem mlynáře z Ipswiche. Stal se prvním profesorem právní vědy na Londýnské univerzitě. V letech 1826-1828 byl na studijním pobytu v Německu. Při pedagogické činnosti často podléhal frustraci, což vyvrcholilo jeho odchodem z katedry.
Jeho manželkou byla spisovatelka Sarah Austinová. Jeho blízkým přítelem byl Jeremy Bentham, na jehož okruh měl značný vliv. Mimo tento okruh se stal vlivným až posmrtně.